# Ленанггуар (район)
Ленанггуа́р (індонез. Lenangguar) — один з 24 районів округу Сумбава провінції Західна Південно-Східна Нуса у складі Індонезії. Розташований у центральній частині. Адміністративний центр — село Ленанггуар.
Населення — 6430 осіб (2012; 6320 в 2010).

## Адміністративний поділ
До складу району входять 4 села:
| Населений пункт  | Населення, осіб (2010) |
| ---------------- | ---------------------- |
| Леданг, село     | 1494                   |
| Ленанггуар, село | 2750                   |
| Татебал, село    | 1239                   |
| Телага, село     | 837                    |